# Přím
Přím (německy Prim) je malá vesnice, část obce Javornice v okrese Rychnov nad Kněžnou. Nachází se asi 2,5 km na východ od Javornice. V roce 2009 zde bylo evidováno 26 adres. V roce 2001 zde trvale žilo 47 obyvatel.
Přím leží v katastrálním území Javornice o výměře 18,41 km2.

## Fotografie

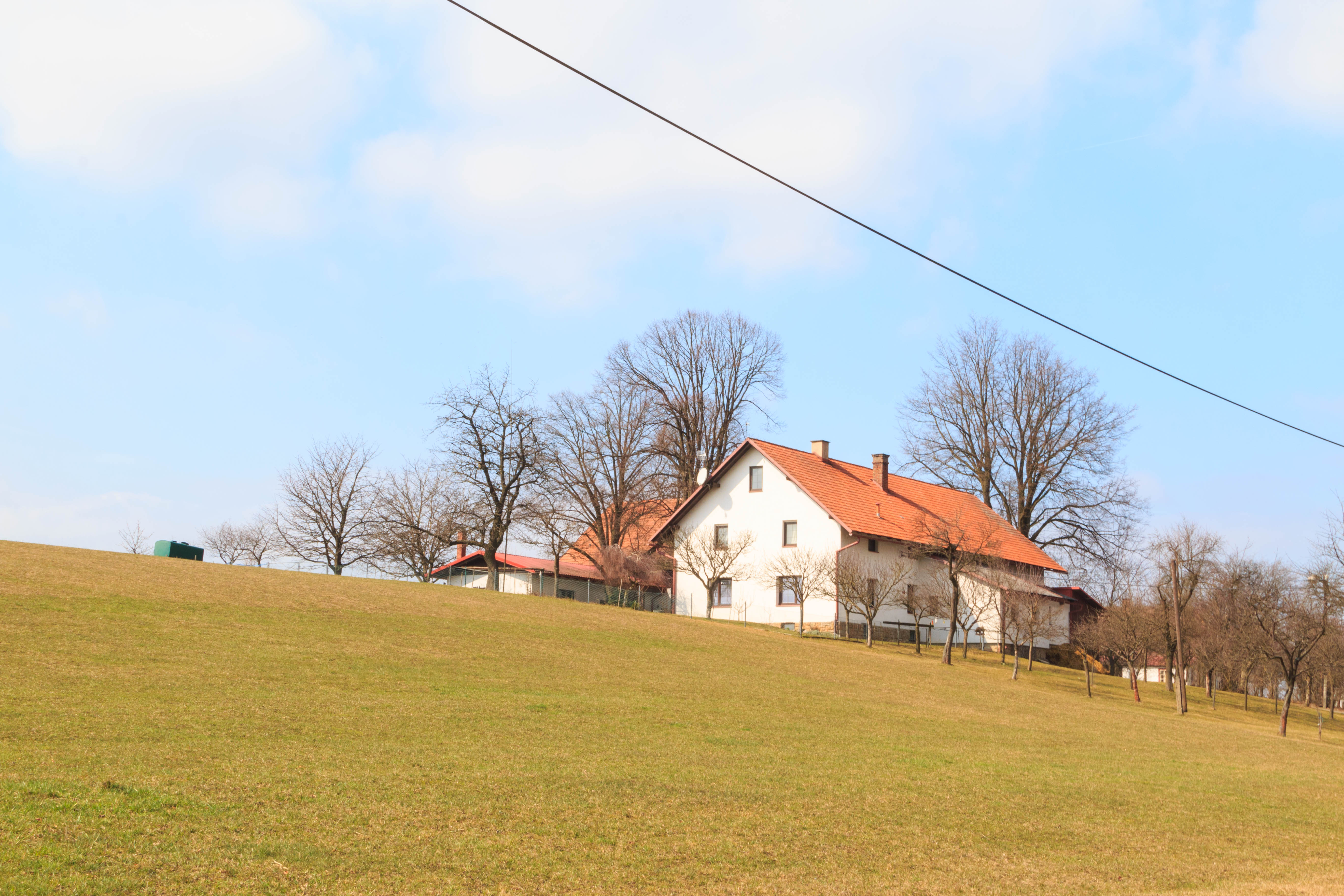
Přím u Javornice - čp. 5
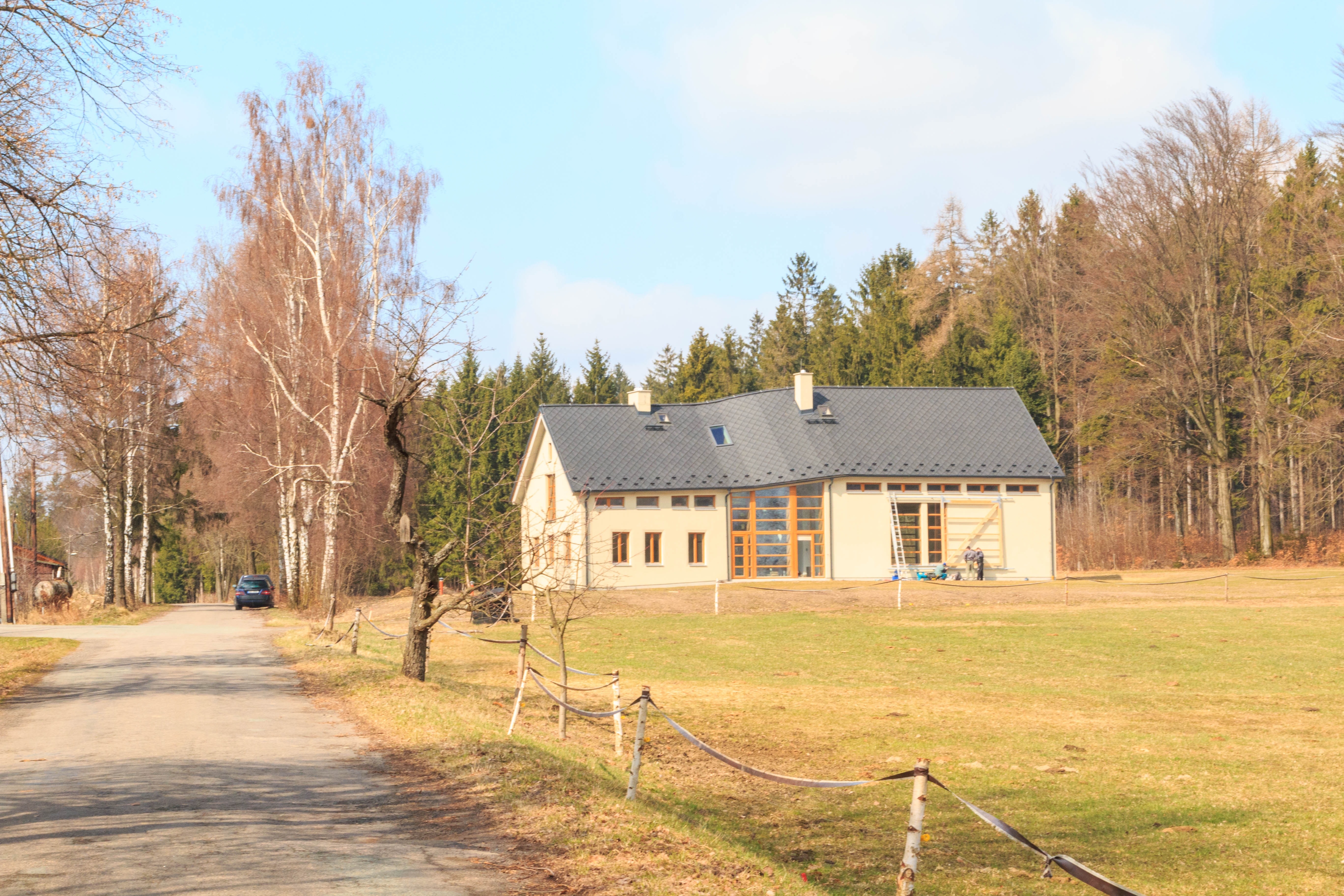
Přím u Javornice - novostavba
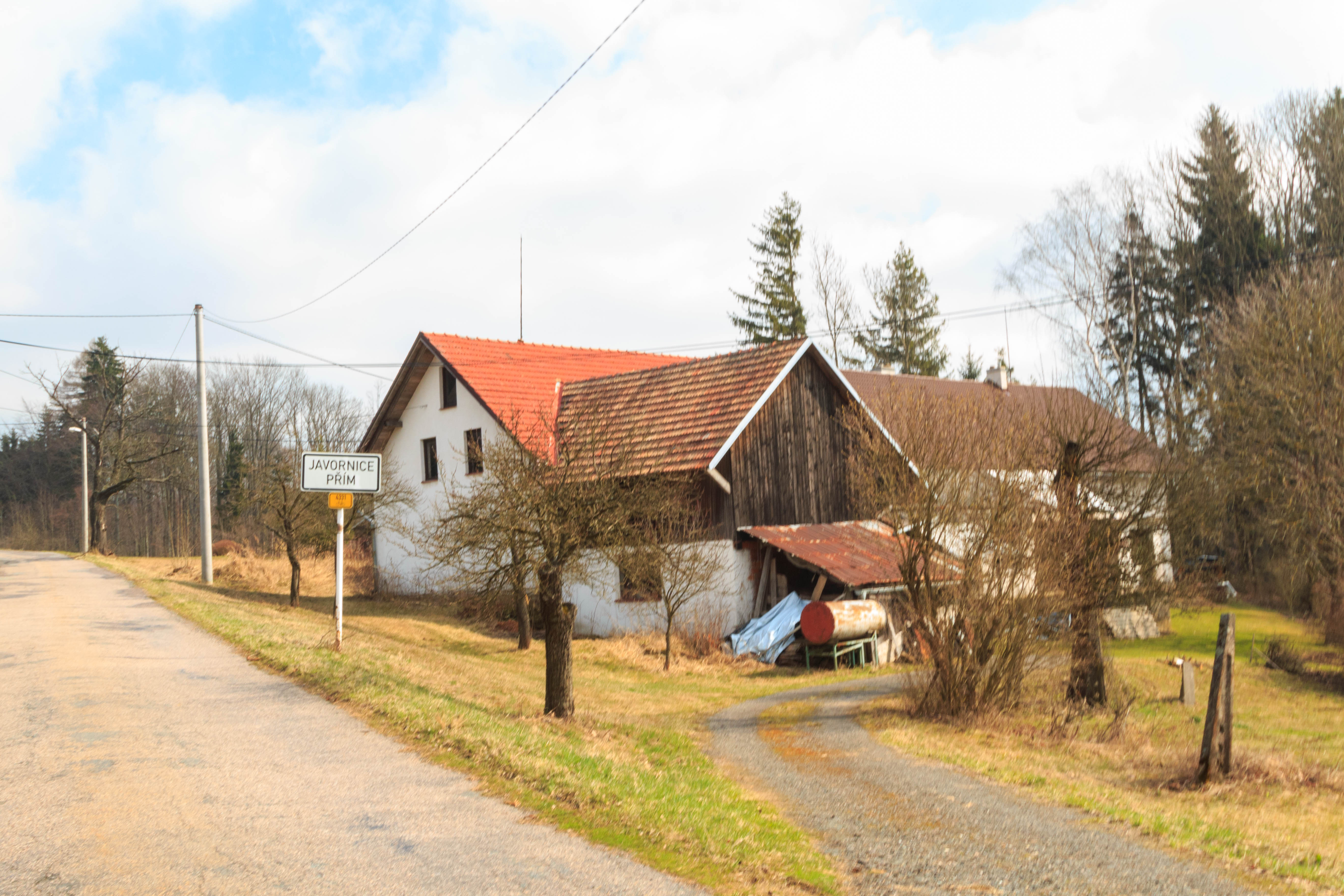
Přím u Javornice - čp. 20
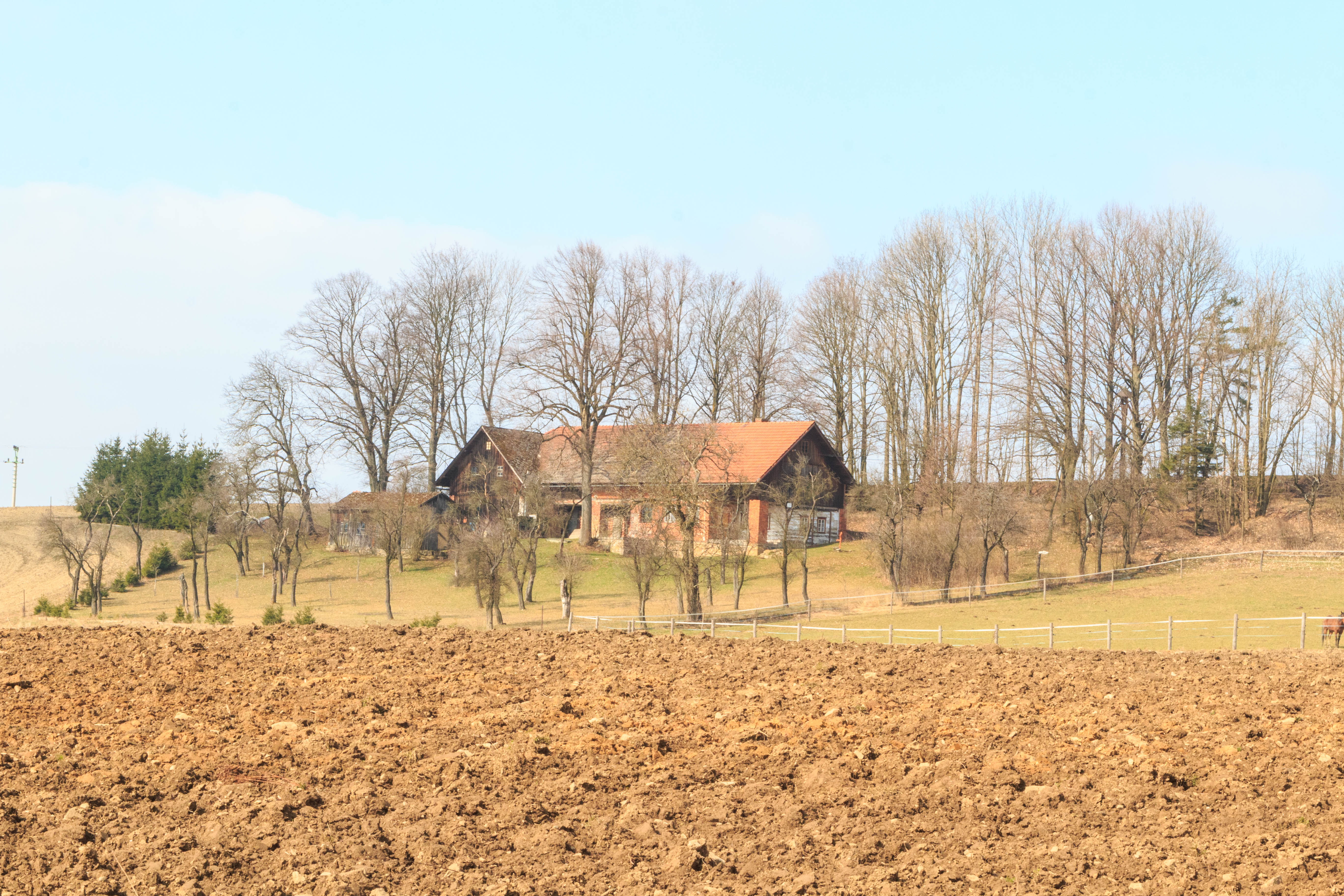
Přím u Javornice - čp. 19